# 目野哲也
目野 哲也（めの てつや、1948年2月14日 - ）は、福岡県山門郡三橋町（現・柳川市）出身の元騎手・元調教師。

## 経歴
飲食業を営む一家の次男として生まれ、後に養子に出て藤岡姓となる兄・範士は太平洋戦争中に戦死した母の先夫の子であり、哲也は異父弟に当たる。中学卒業後に京都・久保道雄厩舎で騎手候補生となった範士にならい、哲也も中学3年時に中央競馬騎手養成長期課程を受験。合格後、長期課程第14期生として馬事公苑に入所した。同期生には小島太、田島良保、安田富男、池上昌弘、平井雄二らがいる。騎手課程修了後は、範士の紹介で京都・鈴木和雄厩舎の所属騎手となった。

### 騎手時代
1966年3月6日、2回中京6日第7競走でデビュー。ツバサリユーに騎乗して1着となり、初騎乗初勝利を挙げた。初年度は10勝を挙げ、以後徐々に勝利数を増やしていった。1968年に師匠の鈴木が急逝したため、当時調教師に転身していた兄弟子・内藤繁春（鈴木の義弟）の厩舎へ移籍。
1970年11月に内藤厩舎所属のクニノハナで京都牝馬特別を制し、重賞初勝利を挙げる。これは内藤にとっても調教師として初めての重賞勝利であり、同馬とのコンビでは、この次に出走した第1回ビクトリアカップも制覇。当年自己最高の44勝を挙げ、全国8位という成績を残した。1971年以降は徐々に成績が落ち始め、成績は年間15勝前後、重賞についても数年に幾度か散発的に勝つのみとなり、また所属厩舎も頻繁に替わった。1987年、かねて受験していた調教師免許試験に通算9回目で合格し、騎手を引退した。通算3642戦322勝、うち重賞6勝。八大競走では、騎手を引退した内藤の代役として臨んだ1968年天皇賞（春）のタイヨウ、また1971年天皇賞（春）のオオクラによる二度の2着があるが、勝利には至らなかった。前者のときはヒカルタカイに大差負けであったが、後者のときは勝ったメジロムサシ（横山富雄騎乗）とは僅差であり、最後の一押しが足りなかった悔しい思い出として挙げている。

### 調教師時代
免許取得翌年の1988年、滋賀県栗東トレーニングセンターに自身の厩舎を開業した。初出走は10月と遅く、同23日にリードレデオンで初勝利を挙げた。時期の問題もあり当年は3勝という成績であったが、翌1989年6月には管理馬ホリノライデンが阪急杯を制し、年末までに重賞もう1勝を加えて15勝とした。以後徐々に成績を挙げて中堅として定着、1995年には重賞未勝利ながら年間で37勝を挙げ、勝利度数で全国5位（関西4位）を記録した。
1997年に中央競馬と地方競馬の交流を促進するダートグレード競走が整備されて以降は、管理馬を積極的に地方の交流重賞に出走させており、その黎明期からストーンステッパーが交流路線で活躍、1999年にはニホンピロジュピタが岩手のマイルチャンピオンシップ南部杯を制し、調教師としてGI競走初勝利を挙げた。以後もGI級2勝を含めダートグレード6勝のケイティブレイブやニホンピロサートなどの活躍馬を管理した。
2018年2月28日付けで定年の為、調教師を引退した。

## 成績

### 騎手成績

#### 年度別成績
| 年     | 区分 | 1着 | 2着 | 3着 | 4着以下 | 騎乗数 | 勝率 | 連対率 |
| ------ | ---- | --- | --- | --- | ------- | ------ | ---- | ------ |
| 1966年 | 平地 | 7   | 4   | 7   | 59      | 77     | .091 | .143   |
| 1966年 | 障害 | 3   | 6   | 7   | 30      | 46     | .065 | .196   |
| 1966年 | 計   | 10  | 10  | 14  | 89      | 123    | .081 | .162   |
| 1967年 | 平地 | 16  | 18  | 22  | 151     | 207    | .077 | .164   |
| 1967年 | 障害 | 2   | 3   | 11  | 28      | 44     | .045 | .114   |
| 1967年 | 計   | 18  | 21  | 33  | 179     | 251    | .072 | .155   |
| 1968年 | 平地 | 21  | 14  | 22  | 175     | 232    | .091 | .151   |
| 1968年 | 障害 | 2   | 0   | 1   | 1       | 4      | .500 | .500   |
| 1968年 | 計   | 23  | 14  | 23  | 176     | 236    | .097 | .157   |
| 1969年 | 平地 | 29  | 23  | 28  | 269     | 349    | .083 | .149   |
| 1970年 | 平地 | 44  | 45  | 38  | 260     | 387    | .114 | .230   |
| 1971年 | 平地 | 34  | 25  | 31  | 229     | 319    | .107 | .185   |
| 1972年 | 平地 | 14  | 22  | 20  | 155     | 211    | .066 | .171   |
| 1973年 | 平地 | 11  | 16  | 12  | 96      | 135    | .081 | .200   |
| 1974年 | 平地 | 8   | 12  | 11  | 107     | 138    | .058 | .145   |
| 1975年 | 平地 | 16  | 12  | 19  | 89      | 136    | .118 | .206   |
| 1976年 | 平地 | 12  | 15  | 14  | 129     | 170    | .071 | .159   |
| 1977年 | 平地 | 13  | 25  | 18  | 129     | 185    | .070 | .205   |
| 1978年 | 平地 | 16  | 11  | 17  | 114     | 158    | .101 | .171   |
| 1979年 | 平地 | 18  | 14  | 14  | 111     | 157    | .115 | .204   |
| 1980年 | 平地 | 7   | 9   | 10  | 58      | 84     | .083 | .190   |
| 1981年 | 平地 | 11  | 11  | 9   | 53      | 84     | .131 | .262   |
| 1982年 | 平地 | 9   | 8   | 19  | 112     | 148    | .061 | .115   |
| 1983年 | 平地 | 10  | 10  | 13  | 84      | 117    | .085 | .171   |
| 1984年 | 平地 | 11  | 6   | 15  | 64      | 96     | .115 | .177   |
| 1985年 | 平地 | 6   | 6   | 7   | 73      | 92     | .065 | .130   |
| 1986年 | 平地 | 1   | 7   | 4   | 47      | 59     | .017 | .136   |
| 1987年 | 平地 | 1   | 0   | 1   | 5       | 7      | .143 | .143   |
| 計     | 平地 | 315 | 313 | 351 | 2,253   | 3,548  | .089 | .177   |
| 計     | 障害 | 7   | 9   | 19  | 59      | 94     | .074 | .170   |
| 計     | 総計 | 322 | 322 | 370 | 2,312   | 3,642  | .088 | .177   |

|                | 日付           | 競走名           | 馬名           | 頭数 | 人気 | 着順 |
| -------------- | -------------- | ---------------- | -------------- | ---- | ---- | ---- |
| 初騎乗・初勝利 | 1966年3月6日   | -                | ツバサリユー   | -    | -    | 1着  |
| 重賞初勝利     | 1970年11月1日  | 京都牝馬特別     | クニノハナ     | 14頭 | 4    | 1着  |
| GI級初騎乗     | 1966年12月18日 | 阪神3歳S         | ハツピーダイヤ | 14頭 | 14   | 13着 |
| GI級初勝利     | 1970年11月22日 | ビクトリアカップ | クニノハナ     | 12頭 | 5    | 1着  |

#### 主な騎乗馬
※括弧内は目野騎乗時の優勝重賞競走。
- クニノハナ（1970年京都牝馬特別、ビクトリアカップ）
- カツヤヨイ（1972年阪神牝馬特別）
- フサトロキノー（1975年毎日杯）
- フミノヒカリ（1975年北九州記念）
- アイノクレスピン（1977年神戸新聞杯）

その他
- ヤマニンバリメラ
- ワカクモ

### 調教師成績
|                    | 日付           | 競馬場・開催  | 競走名       | 馬名           | 頭数 | 人気 | 着順 |
| ------------------ | -------------- | ------------- | ------------ | -------------- | ---- | ---- | ---- |
| 初出走             | 1988年10月8日  | 4回京都1日8R  | 3歳上900万下 | サナダウイリー | 9頭  | 5    | 4着  |
| 初勝利             | 1988年10月23日 | 4回京都6日6R  | 3歳上400万下 | リードレデオン | 16頭 | 4    | 1着  |
| 重賞初出走・初勝利 | 1989年6月4日   | 3回阪神6日11R | 阪急杯       | ホリノライデン | 18頭 | 2    | 1着  |
| GI初出走           | 1989年11月19日 | 5回京都6日11R | マイルCS     | ホリノライデン | 17頭 | 13   | 12着 |

- 平地 6269戦447勝
- 障害 248戦25勝

#### 主な管理馬
※太字はGI級競走。
- ホリノライデン（1989年阪急杯）
- ホウエイソブリン（1989年セントウルステークス）
- ニホンピロプリンス（1994年CBC賞 1996年マイラーズカップ）
- ストーンステッパー（1996年根岸ステークス 1997年ガーネットステークス、群馬記念）
- ニホンピロジュピタ（1999年エルムステークス、マイルチャンピオンシップ南部杯）
- グレイスナムラ（2001年京都牝馬ステークス）
- マイニングレディ（2001年関東オークス）
- ニホンピロサート（2003年ガーネットステークス 2004年プロキオンステークス、サマーチャンピオン 2005年さきたま杯、兵庫ゴールドトロフィー）
- ナムラリュージュ（2005年阪神スプリングジャンプ）
- フミノトキメキ（2005年小倉サマージャンプ）
- キクノアロー（2007年ダイオライト記念）
- ケイティブレイブ （2016年兵庫チャンピオンシップ、白山大賞典、浦和記念　2017年名古屋大賞典、帝王賞、2018年川崎記念）